# Comitato di Komárom
Il comitato di Komárom (in ungherese Komárom vármegye, in slovacco Komárňanská župa, in tedesco Komitat Komorn, in latino Comitatus Comaromiensis) è stato un antico comitato del Regno d'Ungheria, oggi diviso tra l'Ungheria settentrionale e la Slovacchia meridionale. Capoluogo del comitato era l'omonima città di Komárno (in ungherese Komárom).

## Geografia fisica
Il comitato di Komárom confinava con gli altri comitati di Győr, Pozsony, Nitra, Bars, Esztergom, Pest-Pilis-Solt-Kiskun, Albareale e Veszprém). Geograficamente il territorio era quasi totalmente pianeggiante ed attraversato dai fiumi Vág e Danubio; comprendeva la parte orientale del Csallóköz (grande isola fluviale nota oggi col nome slovacco di Žitný ostrov).

## Storia
In seguito al Trattato del Trianon (1920) la parte del comitato situata a nord del Danubio (incluso il centro storico del capoluogo Komárom) venne assegnata alla neocostituita Cecoslovacchia. La parte residuale del comitato, come della stessa città capoluogo, invece venne fusa con quel che rimaneva del comitato di Esztergom a formare il nuovo comitato di Komárom-Esztergom.
Durante la Seconda guerra mondiale, la parte cecoslovacca del territorio fu occupata dall'Ungheria per effetto del Primo Arbitrato di Vienna; venne così restaurato l'antico comitato, con l'aggiunta di gran parte dello Csallóköz. Nel secondo dopoguerra vennero ristabiliti i confini del trattato del Trianon e la parte ungherese del comitato ritornò a chiamarsi "contea di Komárom" (rinominata dal 1992 in contea di Komárom-Esztergom).
La parte slovacca del comitato appartiene oggi alla regione di Nitra (distretto di Komárno).